# Зеспакусацу Ґумма
Зеспакусацу Ґумма (яп. ザスパクサツ群馬, Зеспакусацу Ґумма) — японський футбольний клуб з міста Ґумма, який виступає в Джей-лізі 2.